# Atletismo nos Jogos Pan-Americanos de 2011 - Salto triplo masculino
A competição do salto triplo masculino foi um dos eventos do atletismo nos Jogos Pan-Americanos de 2011, em Guadalajara. Foi disputada no Estádio Telmex de Atletismo no dia 27 de outubro.

## Calendário
Horário local (UTC-6).
| Data          | Horário | Fase  |
| ------------- | ------- | ----- |
| 27 de outubro | 15:20   | Final |

## Medalhistas
| Ouro   | CUB Alexis Copello   |
| Prata  | CUB Yoandri Betanzos |
| Bronze | BRA Jefferson Sabino |

## Recordes
Recordes mundial e pan-americano antes da disputa dos Jogos Pan-Americanos de 2011.
| Tipo                             | Atleta                  | Marca   | Local            | Data                  |
| -------------------------------- | ----------------------- | ------- | ---------------- | --------------------- |
|                                  | Jonathan Edwards        | 18,29 m | Gotemburgo       | 7 de agosto de 1995   |
| Recorde dos Jogos Pan-Americanos | João Carlos de Oliveira | 17,89 m | Cidade do México | 15 de outubro de 1975 |

## Resultados

### Final
| Pos.              | Atleta           | País                         | 1     | 2     | 3     | 4     | 5     | 6     | Resultado | Obs.            |
| ----------------- | ---------------- | ---------------------------- | ----- | ----- | ----- | ----- | ----- | ----- | --------- | --------------- |
| Medalha de ouro   | Alexis Copello   | CUB Cuba                     | 17.21 | x     | 16.44 | –     | 14.98 | –     | 17.21     |                 |
| Medalha de prata  | Yoandri Betanzos | CUB Cuba                     | x     | 15.59 | 16.11 | x     | 16.36 | 16.54 | 16.54     |                 |
| Medalha de bronze | Jefferson Sabino | BRA Brasil                   | 16.29 | x     | 16.51 | x     | x     | x     | 16.51     |                 |
| 4                 | Maximiliano Díaz | ARG Argentina                | 16.47 | 16.18 | 16.08 | x     | 16.03 | 15.70 | 16.47     |                 |
| 5                 | Samyr Laine      | HAI Haiti                    | 16.39 | 15.86 | x     | 15.83 | x     | 16.08 | 16.39     |                 |
| 6                 | Chris Carter     | USA Estados Unidos           | 16.21 | x     | 15.63 | 15.81 | x     | 16.08 | 16.21     |                 |
| 7                 | Alberto Álvarez  | MEX México                   | x     | 15.72 | 15.96 | 16.05 | 16.20 | 16.15 | 16.20     | Recorde pessoal |
| 8                 | Zedric Thomas    | USA Estados Unidos           | 16.14 | x     | 15.79 | 15.86 | 16.15 | 16.19 | 16.19     |                 |
| 9                 | Muhammad Halim   | ISV Ilhas Virgens Americanas | 15.94 | 15.92 | 15.63 |       |       |       | 15.94     |                 |
| 10                | Jair Adenas      | MEX México                   | x     | 15.72 | 15.59 |       |       |       | 15.72     |                 |

Legenda
| Recorde mundial                  | Recorde mundial (World record)               |                       | Recorde africano                      | Recorde africano (African) |                                           | Q | Classificado por posição (Qualified) |
| Recorde dos Jogos Pan-Americanos | Recorde pan-americano (Pan-American record)  | Recorde da América    | Recorde da América (Americas)         | q                          | Classificado por melhor tempo (Qualified) |   |                                      |
| Melhor marca do ano              | Melhor marca do ano (World leading)          | Recorde asiático      | Recorde asiático (Asian)              | DNS                        | Não largou (Did not start)                |   |                                      |
| Recorde nacional                 | Recorde nacional (National record)           | Recorde europeu       | Recorde europeu (European)            | DNF                        | Não terminou (Did not finish)             |   |                                      |
| Recorde pessoal                  | Recorde pessoal do atleta (Personal best)    | Recorde da Oceania    | Recorde da Oceania (Oceania)          | DSQ / DQ                   | Desclassificado (Disqualified)            |   |                                      |
| Recorde da temporada             | Recorde da temporada do atleta (Season best) | Recorde sul-americano | Recorde sul-americano (South America) | NM                         | Sem marca (No mark)                       |   |                                      |